# Les Forques (Sant Esteve de la Sarga)
Les Forques és un cim de 1.281,4 metres d'altitud que es troba en el Montsec de Sant Esteve, sector del Montsec d'Ares proper al poble de Sant Esteve de la Sarga. Pertany precisament al terme d'aquest mateix nom, del Pallars Jussà.
Es troba prop, a ponent, del Coll de Pua, al sud-oest del poble de Sant Esteve de la Sarga, i al sud del lloc on hi havia hagut el poble de Fabregada.